# Johnstown (Pensilvania)
Johnstown es una ciudad ubicada en el condado de Cambria en el estado estadounidense de Pensilvania. En el año 2000 tenía una población de 14.701 habitantes y una densidad poblacional de 1336,4 personas por km².

## Geografía
Johnstown se encuentra ubicada en las coordenadas 40º19'22" Norte - 78º55'15" Oeste.

## Demografía
Según la Oficina del Censo en 2000 los ingresos medios por hogar en la localidad eran de $20.595 y los ingresos medios por familia eran $28.279. Los hombres tenían unos ingresos medios de $26.163 frente a los $19.791 para las mujeres. La renta per cápita para la localidad era de $13.236. Alrededor del 18,9% de la población estaba por debajo del umbral de pobreza.

## La inundación de 1889
Artículo principal: Inundación de Johnstown.
El 31 de mayo de 1889, dos días de copiosa lluvia rompieron el maltrecho dique de South Fork, a 23 km río arriba de la ciudad de Johnstown. Debido a falsas alarmas anteriores, se ignoró el telegrama de alerta y murieron 2209 personas (una de cada tres personas, habían quedado tan mutiladas, que no pudieron ser identificadas); más de 1600 casas fueron destruidas;  y más de 10 km cuadrados del pueblo fueron completamente arrasados. La inundación fue el peor desastre provocado por el hombre en Estados Unidos, hasta los Atentados del 11 de septiembre de 2001. Se hallarían cadáveres varios años después, en lugares tan alejados como Cincinnati, a 560 km de Johnstown. Llegaron voluntarios de todo el país para colaborar en la recuperación. La inundación fue la primera labor de asistencia en tiempos de paz de la recién formada Cruz Roja Estadounidense. 
Mientras aumentaba la indignación por la inundación, el público buscaba culpables. La mayor parte de la culpa cayo sobre los millonarios miembros de "El Club de Caza y Pesca del Lago South Fork" ―dueños de la represa― pero ellos negaron toda responsabilidad. Se entablaron demandas legales, pero al final todas resultaron infructuosas y no tuvieron que pagar ninguna   indemnización a los sobrevivientes (a pesar de que eran responsables de no haber realizado el mantenimiento correcto del dique). A los ojos de la comunidad y del público en general, los miembros del club, habían quedado impunes por las muertes causadas.
El incidente cambiaría para siempre al multimillonario Andrew Carnegie (1835-1919) ―uno de los miembros del club, y dueño de la represa― quien de alguna manera se sentía responsable por el desastre, a diferencia de sus compañeros miembros del club. Pronto abandonaría South Fork; e iniciaría una campaña para restaurar su abatida imagen pública. Carnegie donaría millones de dólares (motu proprio) para la reconstrucción de Johnstown, y donó una biblioteca para el pueblo.
En la actualidad, Johnstown recibe el sobrenombre de Flood City (‘la ciudad de la inundación’).